# ESPACE
En teoría de la complejidad computacional, la clase de complejidad ESPACE es el conjunto de los problemas de decisión que pueden ser resueltos en una máquina de Turing determinista en espacio 2O(n).